# آل سوبرانو
آل سوبرانو (بالإنجليزية: The Sopranos)‏ هو مسلسل دراما وجريمة أمريكي من تأليف دايفيد شايس. تدور أحداثه حول رجل المافيا الأمريكي ذو الأصول الإيطالية توني سوبرانو (جيمس غاندولفيني)، المسلسل يعرض الصعوبات التي يواجهها توني وهو يحاول موازنة المتطلبات المتعارضة بين بيته والمنظمة الإجرامية التي يترأسها. غالبا ما تبرز هذه خلال جلسات علاجه مع الطبيبة النفسية جنيفر ملفي (لورين براكو). المسلسل يضم أفراد أسرة توني وزملاؤه في المافيا وخصومه في أدوار بارزة خلال القصة، أبرزهم زوجته كارميلا (إدي فالكو) وقريبه كريستوفر مولتيسانتي (مايكل امبريولي).
بعد أن تم طلب حلقة تجريبية في 1997، بدأ عرض المسلسل على HBO في 10 يناير 1999 في الولايات المتحدة وأنتهى عرضه المكون من 6 مواسم و86 حلقة في 10 يونيو 2007. تم تصوير المسلسل في استوديوهات سيلفركب ومدينة نيويورك ومواقع في ولاية نيو جيرسي.
يعد آل سوبرانو من قبل البعض أعظم المسلسلات التلفزيونية على الإطلاق. المسلسل ربح العديد من الجوائز، منها 21 جائزة إيمي وخمسة جوائز غولدن غلوب. المسلسل يعد من أساسيات الثقافة الأمريكية في عقد ال2000، حيث كان هدف العديد من التحليلات النقدية والجدل والمحاكاة الساخرة، وتوسع إلى كتب ولعبة فيديو وألبومات الموسيقى التصويرية وكمية كبيرة من البضائع. العديد من طاقم المسلسل كانوا غير معروفين سابقاً حظوا بمستقبل مهني ناجح بعد آل سوبرانو. في 2013، أختارته نقابة الكتاب الأمريكية كأفضل مسلسل تلفزيوني مكتوب على الإطلاق، بينما صنفته مجلة «تي في جايد» (TV Guide) كأفضل مسلسل في التاريخ.
في مارس 2018، أعلنت شركة نيولاين سينما عن شرائها حقوق فيلم سينمائي يحكي قصة صعود آل سوبرانو، وتدور أحداثه في حقبتي الستينات والسبعينات خلال فترة أعمال الشغب في نيوآرك بولاية نيوجيرزي وما بعدها. كتب سيناريو الفيلم، الذي يحمل عنوان The Many Saints of Newark والمقرر عرضه عام 2021، ديفيد تشيس ولورانس كونر ومن إخراج آلان تايلور. وسيؤدي دور البطولة مايكل غاندولفيني ابن الممثل الراحل جيمس غاندولفيني.

## وصلات خارجية
- الموقع الرسمي
- آل سوبرانو على موقع IMDb (الإنجليزية)
- آل سوبرانو على موقع ميتاكريتيك (الإنجليزية)
- آل سوبرانو على موقع الموسوعة البريطانية (الإنجليزية)
- آل سوبرانو على موقع روتن توميتوز (الإنجليزية)
- آل سوبرانو على موقع أول موفي (الإنجليزية)
- آل سوبرانو على موقع فيلمافينيتي (الإسبانية)
- آل سوبرانو على موقع كينوبويسك (الروسية)
- آل سوبرانو على موقع ألو سيني (الفرنسية)
- آل سوبرانو على موقع قاعدة بيانات الفيلم (الإنجليزية)
- آل سوبرانو على مشروع الدليل المفتوح
- آل سوبرانو في موقع تي في.كوم